# Секограмма

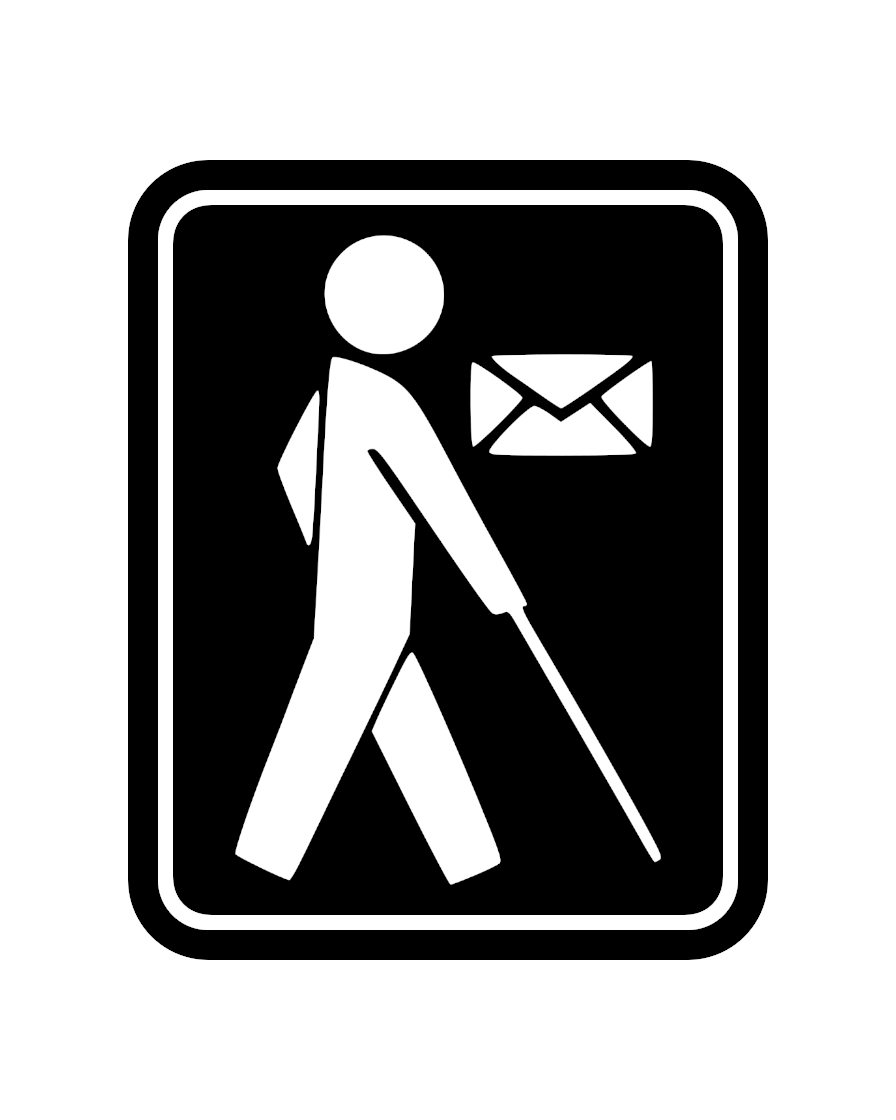
Международный символ для секограммы

Секогра́мма (фр. cécogramme, от лат. caecus — слепой и др.-греч. γράμμα — запись) — почтовое отправление, написанное секографическим способом (то есть имеющее рельефный шрифт, например, шрифт Брайля) и подаваемое к пересылке в открытом виде, с вложением, которое предназначено исключительно для слепых.

## Описание

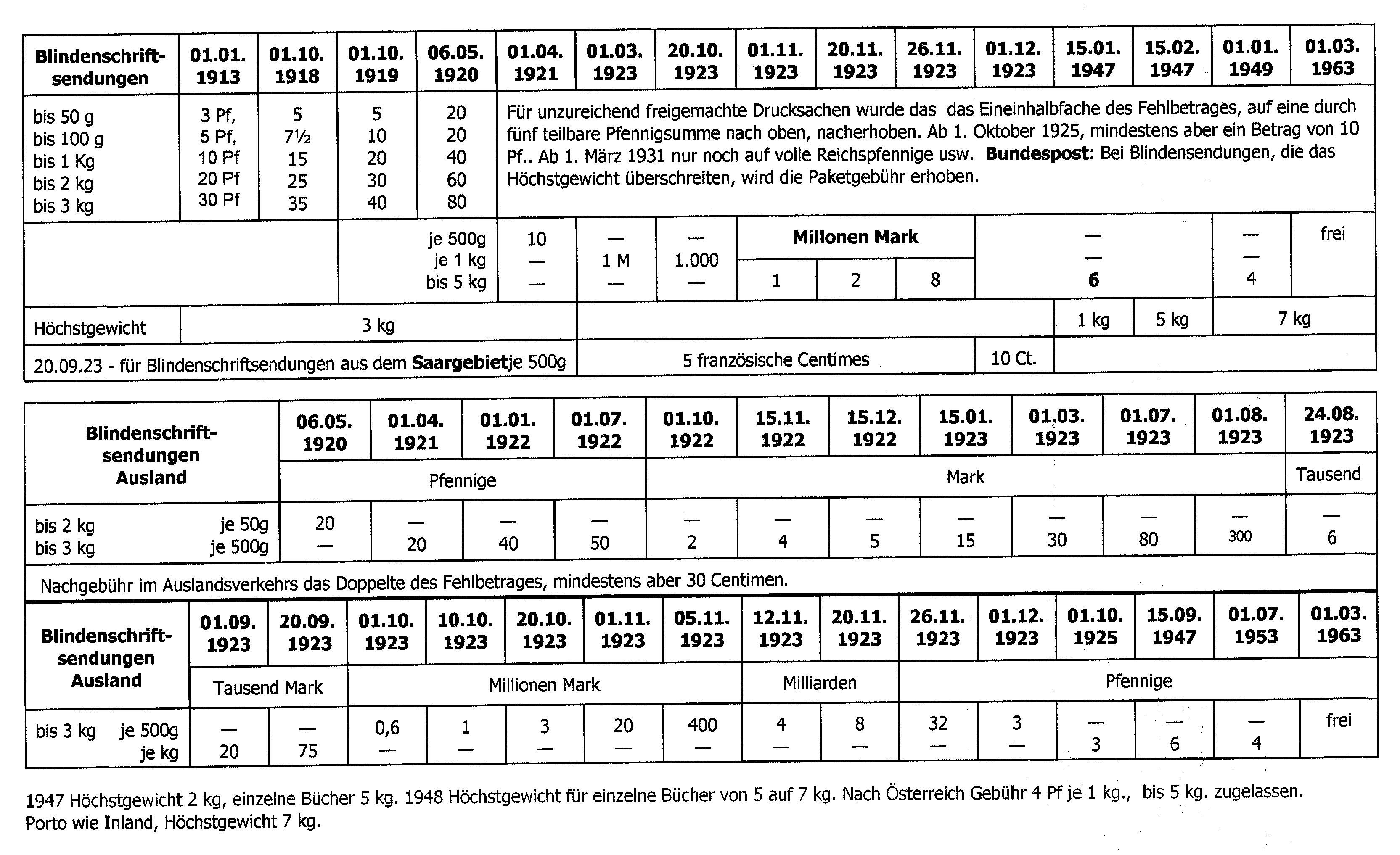
Тарифы Германии для секограмм, применявшиеся в 1913—1963 годах

Секограммы подразделяются на простые и заказные.
К пересылке в виде секограммы принимаются:
- письменные сообщения и издания, написанные секографическим способом;
- клише со знаками секографии;
- отправляемые организацией для слепых или адресуемые такой организации звуковые записи, специальная бумага, тифлотехнические средства.

Почта России бесплатно доставляет внутренние и международные секограммы, пересылаемые наземным транспортом, согласно «Правилам оказания услуг почтовой связи», утверждённым постановлением Правительства Российской Федерации № 221 от 15 апреля 2005 года. Почтовые ведомства большинства других стран также осуществляют бесплатную доставку таких отправлений (за исключением дополнительных авиатарифов), как это предписывает Всемирная почтовая конвенция принятая в Сеуле 14 сентября 1994 года.

Требования к секограммам в части упаковки и обработки такие же, как к бандеролям. Максимальный вес секограммы, принимаемой к пересылке, составляет 7 кг, минимальный размер не менее 105 × 148 мм, максимальный размер должен удовлетворять следующим условиям: сумма длины, ширины и толщины — не более 0,9 м, а наибольшее измерение — 0,6 м.